# Grand Prix automobile de France 1991
GP précédent GP suivant
Le Grand Prix automobile de France 1991 (Rhône-Poulenc Grand Prix de France), disputé sur le circuit de Nevers Magny-Cours à 12 km au sud de Nevers le 7 juillet 1991, est la 507e épreuve du championnat du monde de Formule 1 courue depuis 1950 et la septième manche du championnat 1991.

## Classement
| Pos. | No | Pilote             | Écurie               | Tours | Temps/Abandon                      | Grille | Points |
| ---- | -- | ------------------ | -------------------- | ----- | ---------------------------------- | ------ | ------ |
| 1    | 5  | Nigel Mansell      | Williams-Renault     | 72    | 1 h 38 min 00 s 056 (188,271 km/h) | 4      | 10     |
| 2    | 27 | Alain Prost        | Ferrari              | 72    | + 5 s 003                          | 2      | 6      |
| 3    | 1  | Ayrton Senna       | McLaren-Honda        | 72    | + 34 s 934                         | 3      | 4      |
| 4    | 28 | Jean Alesi         | Ferrari              | 72    | + 35 s 920                         | 6      | 3      |
| 5    | 6  | Riccardo Patrese   | Williams-Renault     | 71    | + 1 tour                           | 1      | 2      |
| 6    | 33 | Andrea De Cesaris  | Jordan-Ford          | 71    | + 1 tour                           | 13     | 1      |
| 7    | 15 | Mauricio Gugelmin  | Leyton House-Ilmor   | 70    | + 2 tours                          | 9      |        |
| 8    | 20 | Nelson Piquet      | Benetton-Ford        | 70    | + 2 tours                          | 7      |        |
| 9    | 23 | Pierluigi Martini  | Minardi-Ferrari      | 70    | + 2 tours                          | 12     |        |
| 10   | 12 | Johnny Herbert     | Lotus-Judd           | 70    | + 2 tours                          | 20     |        |
| 11   | 26 | Érik Comas         | Ligier-Lamborghini   | 70    | + 2 tours                          | 14     |        |
| 12   | 25 | Thierry Boutsen    | Ligier-Lamborghini   | 69    | + 3 tours                          | 16     |        |
| Abd. | 19 | Roberto Moreno     | Benetton-Ford        | 63    | Problème physique                  | 8      |        |
| Abd. | 4  | Stefano Modena     | Tyrrell-Honda        | 57    | Boîte de vitesses                  | 11     |        |
| Abd. | 14 | Olivier Grouillard | Fondmetal-Ford       | 47    | Fuite d'huile                      | 21     |        |
| Abd. | 29 | Éric Bernard       | Larrousse-Ford       | 43    | Transmission                       | 23     |        |
| Abd. | 22 | Jyrki Järvilehto   | Scuderia Italia-Judd | 39    | Crevaison                          | 26     |        |
| Abd. | 8  | Mark Blundell      | Brabham-Yamaha       | 36    | Accident                           | 17     |        |
| Abd. | 30 | Aguri Suzuki       | Larrousse-Ford       | 32    | Embrayage                          | 22     |        |
| Abd. | 9  | Michele Alboreto   | Footwork-Porsche     | 31    | Transmission                       | 25     |        |
| Abd. | 7  | Martin Brundle     | Brabham-Yamaha       | 21    | Boîte de vitesses                  | 24     |        |
| Abd. | 3  | Satoru Nakajima    | Tyrrell-Honda        | 12    | Sortie de piste                    | 18     |        |
| Abd. | 24 | Gianni Morbidelli  | Minardi-Ferrari      | 8     | Collision                          | 10     |        |
| Abd. | 16 | Ivan Capelli       | Leyton House-Ilmor   | 7     | Sortie de piste                    | 15     |        |
| Abd. | 2  | Gerhard Berger     | McLaren-Honda        | 6     | Moteur                             | 5      |        |
| Abd. | 32 | Bertrand Gachot    | Jordan-Ford          | 0     | Sortie de piste                    | 19     |        |
| Nq.  | 11 | Mika Häkkinen      | Lotus-Judd           |       | Non qualifié                       |        |        |
| Nq.  | 18 | Fabrizio Barbazza  | AGS-Ford             |       | Non qualifié                       |        |        |
| Nq.  | 17 | Gabriele Tarquini  | AGS-Ford             |       | Non qualifié                       |        |        |
| Nq.  | 18 | Stefan Johansson   | Footwork-Porsche     |       | Non qualifié                       |        |        |
| Npq. | 21 | Emanuele Pirro     | Scuderia Italia-Judd |       | Non préqualifié                    |        |        |
| Npq. | 34 | Nicola Larini      | Modena-Lamborghini   |       | Non préqualifié                    |        |        |
| Npq. | 35 | Eric van de Poele  | Modena-Lamborghini   |       | Non préqualifié                    |        |        |
| Npq. | 13 | Pedro Chaves       | Coloni-Ford          |       | Non préqualifié                    |        |        |

## Pole position et record du tour
- Pole position : Riccardo Patrese en 1 min 14 s 559 (vitesse moyenne : 206,221 km/h).
- Meilleur tour en course : Nigel Mansell en 1 min 19 s 168 au 49e tour (vitesse moyenne : 194,215 km/h).

## Tours en tête
- Alain Prost : 44 (1-21 / 32-54)
- Nigel Mansell : 28 (22-31 / 54-72)

## Statistiques
- 17e victoire pour Nigel Mansell.
- 46e victoire pour Williams en tant que constructeur.
- 26e victoire pour Renault en tant que motoriste.